# Plan Tirpitz

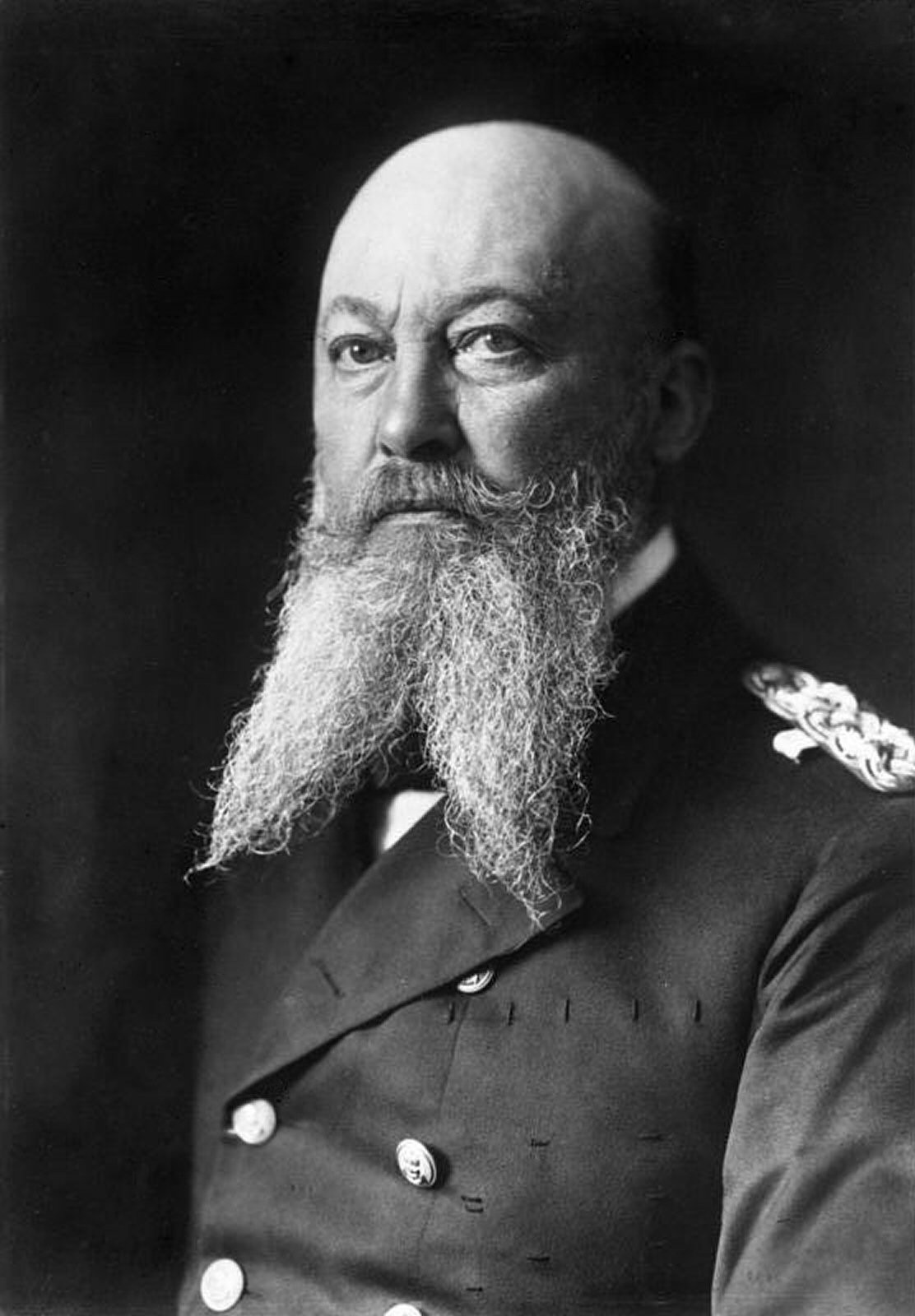
Retrato Alfred von Tirpitz, ideólogo del plan Tirpitz, en 1903.

El plan Tirpitz, formulado por el Almirante Alfred von Tirpitz, fue el intento estratégico de Alemania en los años previos a la Primera Guerra Mundial  para construir la segunda flota más grande del mundo detrás de la del Reino Unido,  convirtiéndose de ese modo en una potencia naval mundial. Los británicos lo vieron no solo como un desafío hacia su supremacía naval, sino también como una amenaza a su supervivencia nacional (ya que la isla de Bretaña era muy dependiente de sus recursos coloniales); respondieron con creces, desatando una carrera armamentista. Alemania desarrolló el plan mediante cinco sucesivas Leyes de Flota (Flottengesetze) aprobadas en 1898, 1900, 1906, 1908 y 1912 las cuales la condujeron a un gran desarrollo naval.